# Aniela Szubert
Aniela Szubert (ur. 1 sierpnia 1952 w Warszawie) – polska lekkoatletka, sprinterka, medalistka Uniwersjady (1975), mistrzyni i wicemistrzyni Europy juniorek (1970), wielokrotna mistrzyni i reprezentantka Polski.

## Kariera sportowa
Była zawodniczką Gwardii Warszawa.
Na mistrzostwach Europy juniorek w 1970 zdobyła złoty medal w sztafecie 4 x 100 metrów (z Elżbietą Nowak, Urszulą Soszką i Heleną Kerner i srebrny medal w sztafecie 4 x 400 metrów (z Krystyną Lech, Danutą Gąską i Bożeną Zientarską. Jej największym sukcesem w międzynarodowej karierze seniorskiej był srebrny medal Letniej Uniwersjady w 1975 w sztafecie 4 x 100 metrów (z Barbarą Bakulin, Grażyną Rabsztyn i Ewą Długołęcką), z wynikiem 44,87. Reprezentowała także Polskę w finale A Pucharu Europy w lekkoatletyce w 1975, zajmując w sztafecie 4 x 100 metrów 4. miejsce, z czasem 43,82.
Na mistrzostwach Polski seniorek na otwartym stadionie zdobyła jedenaście medali, w tym pięć złotych w sztafecie 4 x 100 metrów (w 1968, 1969, 1970, 1973, 1976), dwa srebrne na 100 metrów (1974, 1976), jeden srebrny w biegu na 200 metrów (1974, jeden brązowy w biegu na 100 metrów (1975), jeden brązowy w biegu na 200 metrów (1976) i jeden brązowy w sztafecie 4 x 100 metrów (1975). 
Rekordy życiowe:
- 100 m: 11,2 (29.06.1974)
- 200 m: 23,43 (16.04.1974)
- 400 m: 54,70 (27.06.1972)